# ハンが先に撃った
「ハンが先に撃った」（"Han shot first"）は、SF映画『スター・ウォーズ エピソード4/新たなる希望』（1977年）におけるモス・アイズリーのカンティーナでのハン・ソロ（ハリソン・フォード）とバウンティハンターのグリード（ポール・ブレイク）の場面の変更を巡る論争を示すフレーズである。場面は1997年の『スター・ウォーズ』の特別篇の上映の際に初めて変更され、その後更に3度手が加えられた。「ハンが先に撃った」というフレーズは「ハンが唯一の発砲者であった」ことを意味しており、また場面修正を決定したシリーズ原作者のジョージ・ルーカスへの反論でもある。

## 問題の場面

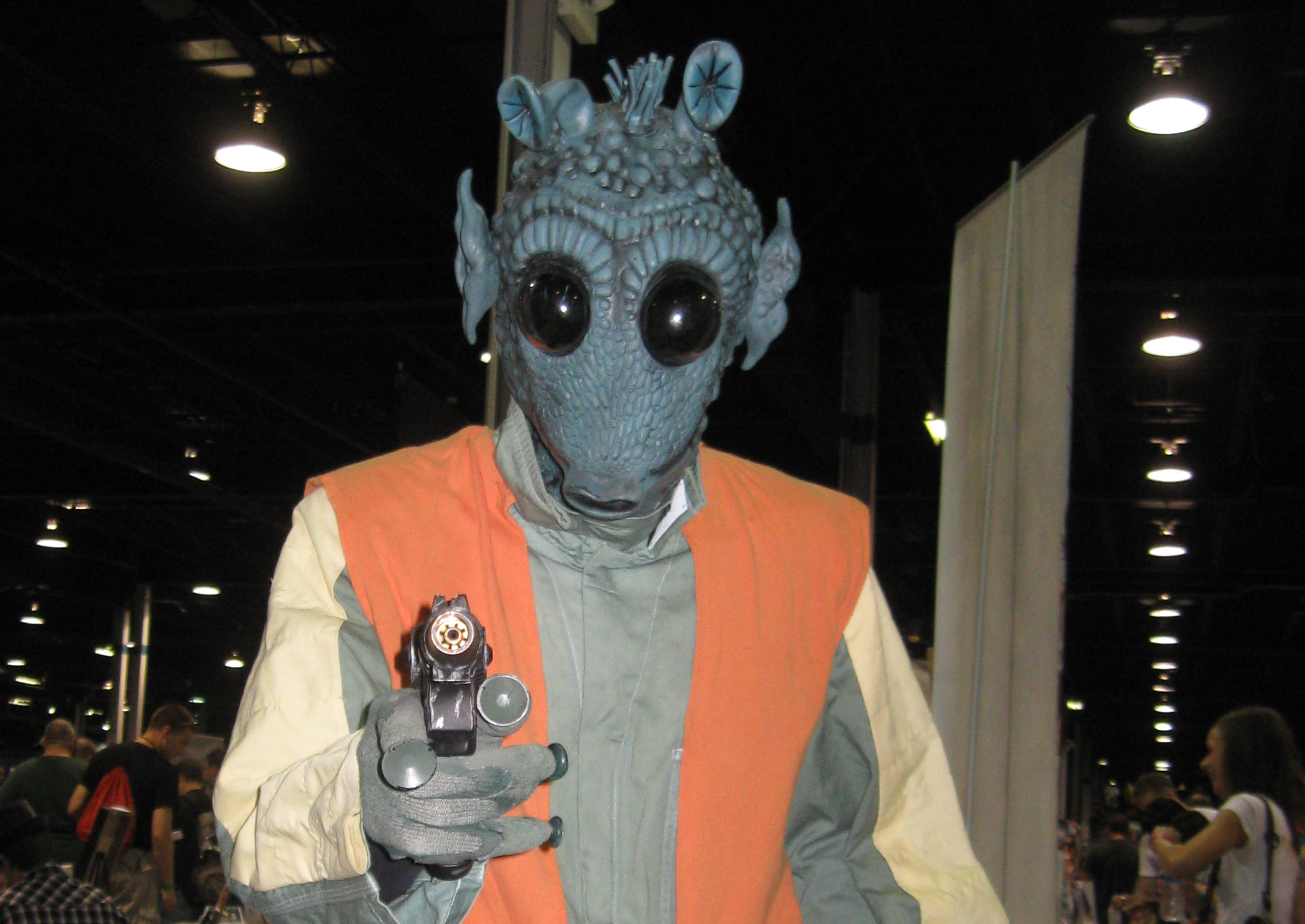
グリード（ファンのコスプレ）

ハン・ソロとグリードは共に惑星タトゥイーンを拠点とする犯罪王ジャバ・ザ・ハットのもとで働いていた。映画本編前、密輸業者をしていたソロは帝国軍の捜査から逃れるためにジャバの密輸品を捨てており、その結果、ジャバはソロに懸賞金を賭けた。モス・アイズリーのカンティーナでグリードはソロを壁際に追いやり、銃を向けて彼をブースに座らせる。ソロはグリードにジャバへ払う金があると言うが、グリードは自分に金を寄越すように要求する。ソロは現段階では金を持っていないとのらりくらりと要求をかわしつつ、テーブルの下で静かにホルスターを外し、ブラスターを構える用意をする。グリードはジャバがソロの態度に我慢できなくなっており、そしてソロを捕まえるのを「ずっと望んでいた」と言う。それにソロは「やれるならやってみろ（Yes, I'll bet you have）」と応じる。この直後のシーンが論争を呼んだ部分となっている。

## 歴史
オリジナルである1977年の劇場公開版ではグリードの顔にクローズアップされるカットの直後に煙とブラスター銃の効果音が続き、逆アングルとなってグリードがテーブルの上に倒れこむ。2012年、監督のジョージ・ルーカスは、映画の主人公の仲間であるソロが「冷酷な殺人者」のように描写されていると考え、この顛末に不満を示した。グリードがソロに銃を向けて彼の「死体」を見るのが「楽しみだ」と述べ、命を脅かしていたことから、一部の法律家はソロが自衛権を行使しての先制攻撃するのが保証されていると指摘している。
1997年公開の特別篇では、数フレームが追加挿入されており、グリードが先にソロを撃ったものの当て損ね、直後にソロが反撃して射殺したように描写されている。
2004年に発売されたDVD版では更に修正されており、2人はほぼ同時に発砲し、ソロはグリードの弾を回避していたと修正された。『ジ・アトランティック』の記事「The Star Wars George Lucas Doesn't Want You To See」では、「オリジナル版では、ハン・ソロが銃を抜いて賞金稼ぎのグリードを撃ったのは明らかだ。1997年版ではグリードが先に撃った。2004年版では2人同時に発砲している」と指摘されている。
2011年に発売されたBlu-ray版では、ソロとグリードの発砲場面は数フレーム短縮された。
2019年のDisney+配信版（4Kリマスター版）では、発砲の直前にグリードが「Maclunkey」と聴き取れる言葉を叫ぶようになったほか、グリードが撃たれる瞬間の映像が一部カットされた。なお日本のDisney+では、2021年10月の4K配信開始に伴うリニューアル時からこの変更が反映されている（これに先行して2020年発売のUltra HD Blu-ray版でもこの変更を反映している）。

## 論争
場面の変更はシリーズの長年のファンたちの多くに不評を買い、元に戻すように要求するオンライン嘆願書も作られた。変更に対する主な異議は、序盤のハンの道徳的に曖昧な性格を変えてしまったことで、アンチヒーローからヒーローになる後の彼の行動の意味合いが薄れてしまうというものであった。映画研究家たちはこのソロとグリードの場面を始めとするルーカスによる改変を修復するため、再上映版の『スター・ウォーズ』を独自に編集する活動を長年続けている。
2004年のインタビューでルーカスは「もう（オリジナル版は）存在しないんだ。（中略）あなたが未完成の映画を見てそれに恋に落ちたのならば申し訳なく思う。でも私はそれを思い通りにしたいんだ」と説明した。2012年の『ハリウッド・リポーター』誌のインタビューでルーカスは質の悪いクローズアップ・ショットと観客がハン・ソロのキャラクター性を誤解していたことがすべての混乱を引き起こしていると述べた。ルーカスは次のように説明した:
「私が収めようとした混乱は『エピソード4』でグリードとハン・ソロのどちらが先に撃ったのかという論争だが、人々を怒らせてしまった。彼らがソロを冷酷な殺人者であることを望んでいたからだが、彼は実際にはそうではない。あの場面はすべてクローズアップで行われており、誰が誰に何をしたのか混乱を招いていた。私は少し広いショットにしてグリードが先に撃ったのを明確にしたのだが、皆はハンが先に撃ったのだと思いたかったのだ。」
ルーカスがこのように主張したが、オリジナル映画の脚本の草案ではグリードが撃ったことについては言及されていなかった。2015年、ニューブランズウィック大学の図書館でクリスチャン・ブラウンが初期の脚本とみられるものを発見した。1976年3月15日付のこの脚本は改訂第4稿であり、ブラウンは「100パーセント、ハンが先に撃った」と確信していると述べた。
長年にわたって『スター・ウォーズ』を何度も再編集し、アーカイブ目的ですらオリジナル版を控えるルーカスであったが、それ以前の1988年に彼は白黒映画を着色する動きに対して議会に抗議していた。当時、ルーカスは古典映画の原版を社会が文化遺産として保持する権利があると主張し、「利益のため、あるいは権力を行使するために芸術作品や文化遺産を改変したり破壊する者は野蛮人だ」と述べた。

2014年のRedditのインタビューでハリソン・フォードはどちらが先に撃ったかをファンから尋ねられると「私は知らないし、気にもしない」と返答した。一方でグリードを演じたポール・ブレイクは2016年の『ニューヨーク・デイリーニューズ』で次のように述べた。
もちろん、オリジナル脚本には全部書かれていて、私たちはその場面を英語で演じ、場面の最後で「ハンはエイリアンを撃つ」と読んだ。それが書かれて起こったことの全てだ。それは非常に痛ましいものだった。
ブレイクはまたグリードが先に撃ったことは（非常に近距離からソロに当て損ねたという点で）キャラクターを無能にしてしまっており、「もしちょっとでも命中させていたらグリードにわずかな栄光が与えられただろう」と指摘した。
2015年、『ワシントン・ポスト』のインタビューでルーカスは変更の理由を述べた。
「ハン・ソロはレイアと結婚するのであり、あなたは振り返って『彼は冷徹な殺人鬼でいいのか?』と言う」。ルーカスは言う。「私は神話的に考えていたため、彼はカウボーイで、ジョン・ウェインであるべきではないか。そして私は『そうだ、彼はジョン・ウェインであるべきだ』と言った。そしてあなたがジョン・ウェインであるとき、あなたは（先に）人を撃たず、先に撃たせるだろう。それは私たちの社会に関心をもたれたい、神話的な現実だ。」